# Карачарово (Тверская область)
Карача́рово —  деревня в Конаковском районе Тверской области России. Входит муниципальное образование городское поселение Конаково.

## География
Деревня находится в юго-восточной части Тверской области, в зоне хвойно-широколиственных лесов, на берегу Иваньковского водохранилища.

### Климат
Климат характеризуется как умеренно континентальный, с прохладным летом и относительно мягкой зимой. Среднегодовая температура воздуха — 3,5 °C. Абсолютный минимум температуры воздуха составляет −35 °C; абсолютный максимум — 35 °C. Годовое количество атмосферных осадков составляет 568 мм, из которых большая часть выпадает в тёплый период. Вегетационный период длится в среднем 140—150 дней. 

## История
Первоначально, в XV столетии, селение являлось имением татарских братьев Карачар, которые были сподвижниками московского князя Ивана III, объединителя раздроблённых русских княжеств в единое государство. С 1858 года имение принадлежало князю, русскому художнику и общественному деятелю Г. Г. Гагарину. В настоящее время в имении располагается лечебно-оздоровительный центр «Карачарово»

## Население
| 2010 |
| ---- |
| 323  |

Население — 374 жителя (Всероссийская перепись населения 2010 год).

## Достопримечательности
В настоящее время в имении располагается лечебно-оздоровительный центр «Карачарово» (от самого усадебного комплекса сохранились главный дом, служебные постройки, парк), который находится на правом берегу Волги в 138 км от Москвы. Карачаровский парк, созданный в XIX веке — один из старейших в России. Приехавший по приглашению князя из Англии садовник разбил парк по принципу лондонского Гайд-парка. От центра парка веером расходятся восемь главных аллей: дубовая, берёзовая, липовая, кленовая, ясеневая, осиновая и еловая.
Также на территории деревни находится церковь Петра и Павла, построенная на основании здания княжеской каретной. В черте деревни в советские времена построен ныне действующий пансионат. На территории пансионата имеется источник минеральной воды.
Начиная с 1952 года, в посёлке, в собственноручно построенном доме, проводил каждое лето писатель И. С. Соколов-Микитов, написавший там значительную часть своих произведений.

## Инфраструктура
Жилой фонд деревни состоит из 5 пятиэтажных домов. На территории пансионата имеется отделение почтовой связи, магазин, ресторан, банный комплекс.

## Транспорт
Транспортное сообщение осуществляется с городом Конаково автобусом № 104 (ул. Гагарина — Карачарово) и маршрутным такси № 114 (Автовокзал — Карачарово).